# Гориславець Олег Миколайович
Олег Миколайович Гориславець (нар. 15 травня 1983, Кременчук, Полтавська область, УРСР) — український футболіст, захисник.

## Життєпис
Футбольну кар'єру розпочав у 2002 році в складі дубля вищолігового саратовського «Сокола», за який провів 25 пождинків. 23 жовтня 2003 депутати Кременчуцької міської ради ухвалили рішення "Про створення комунального закладу фізкультури і спорту "Міський футбольний клуб «Кремінь». Одним з гравців відродженого клубу став й Олег Гориславець. Команда провела два переможні сезони в обласних змаганнях, а в 2004 році зіграв 6 матчів в аматорському чемпіонаті України.
У 2004 році підсилив новостворений професіональний клуб МФК «Олександрія». У футболці «муніципалів» дебютував 24 липня 2004 року в переможному (1:0) домашньому поєдинку 1-о туру групи В Другої ліги проти комсомольського Гірника-спорту. Олег вийшов на поле в стартовому складі та відіграв увесь матч. Після виборів 2006 року новий міський голова Олександрії вирішив відмовитися від фінансування «муніципалів» і команда за три тури до завершення чемпіонату України сезону 2005/06 років знялася з турніру. Багато гравців залишило команду, серед них був й Олег Гориславець. У футболці МФК «Олександрії» в другій лізі провів 38 матчів, ще 2 поєдинки відіграв у кубку України.
У 2006 році повернувся до «Кременя». Дебютував на професіональному рівні за кременчуцьку команду8 квітня 2006 року в переможному (2:1) домашньому поєдинку 14-о туру групи В Другої ліги проти донецького «Олімпіка». Гориславець вийшов на поле в стартовому складі та відіграв увесь поєдинок, а на 36-й хвилині відзначився першим та єдиним голом у складі кременчуцької команди. У складі «Кременя» в Другій лізі відіграв 56 матчів та відзначився 1 голом, ще 2 поєдинки провів у кубку України. 
У 2008 році перейшов до білоцерківського «Арсеналу». Дебютував у білоцерківському клубі 13 червня 2008 року в програному (0:2) домашньому поєдинку 29-о туру групи А Другої ліги проти «Княжої». Олег вийшов на поле на 61-й хвилині, замінивши Сергія Шевченка. У другій частині сезону 2007/08 років відіграв 2 матчі за білоцерківців. Сезон 2008/09 років також розпочав в «Арсеналі», але на поле в офіційних матчах клубу не виходив й по ходу сезону повернувся до «Кременя». Дебютував після свого повернення за кременчуцький клуб 4 квітня 2009 року в програному (1:3) виїзному поєдинку 22-о туру групи Б Другої ліги проти кіровоградської «Зірки». Гориславець вийшов на поле в стартовому складі, а на 68-й хвилині його замінив Олександр Фещенко. Цей поєдинок виявився єдиним для Гориславця в футболці «Кременя».
Після відходу з «Кременя» продовжив кар'єру в аматорському футболі. Виступав у клубах УкрАгроКом (2009), «Нове життя» (2010—2014) та «Рокита» (2014—2015).